# Ambasciata d'Italia a Dar es Salaam
L'ambasciata d'Italia a Dar es Salaam è la missione diplomatica della Repubblica Italiana nella Repubblica Unita di Tanzania, con accreditamento secondario presso le Isole Comore.
La sede della Cancelleria si trova a Dar es Salaam al 316 di Lugalo Road, nella zona di Upanga, mentre la residenza dell'Ambasciatore è situata al 104 di Kenyatta Drive.

## Altre sedi diplomatiche d'Italia in Tanzania
L'Italia ha anche un vice consolato onorario a Zanzibar.